# آمالگام نقره
آمالگام نقره (به انگلیسی: Amalgam) با فرمول شیمیایی AgHg تا Ag2Hg3 از مجموعه کانی هاست و  کانیهای شبیه آن نقره و شکستگی آن ناصاف است. از نام محل اکتشاف Kongsberg در نروژ و Moschelland-Sberg در آلمان غربی گرفته شده‌است.  Kongsbergite:Hg:۵-۳۰٪  moschellandsbergite: Hg:۷۰٪  برای اولین بار در آلمان غربی کشف شد و از نظر شکل بلور: پهن و کوتاه - سوزنی شکل، رنگ: سفید نقره ای، شفافیت: کدر(اپاک)، شکستگی: ناصاف، جلا: فلزی، رخ: خیلی ناقص - مطابق با سطح، سیستم تبلور: کوبیک (مکعبی) و در رده‌بندی عنصر است  و منشأ تشکیل آن هیپرژن - هیدروترمال است.
همایند کانی‌شناسی (پارانژ) آن نقره- آسانتیت- سینابر- گالن- اسفالریت است
، از نظر ژیزمان  بلور - آگرگات تقریباْ فراوان ; نروژ، سوئد، چک و اسلواکی، آلمان غربی، فرانسه و شیلی یافت می‌شود.

## منبع
- پردیس کشاورزی ایران